# Донщинка
Донщинка (в верховье — балка Донщинка) — река, правый приток Куртлака, протекает по территории Клетского и Серафимовичского районов Волгоградской области России. Длина реки — 33 км, площадь водосборного бассейна — 161 км². Годовой сток — 0,0006 км³. Расход воды — 0,018 м³/c.

## Описание
Донщинка начинается в одноимённой балке к северу от посёлка отделения № 3 совхоза «Усть-Медведицкий». Генеральным направлением течения реки является юг, в низовье — юго-восток. Около урочища Голубинка впадает в Куртлак на высоте 75 м над уровнем моря.

## Данные водного реестра
По данным государственного водного реестра России относится к Донскому бассейновому округу, водохозяйственный участок реки — Чир, речной подбассейн реки — Дон между впадением Хопра и Северского Донца. Речной бассейн реки — Дон (российская часть бассейна).
Код объекта в государственном водном реестре — 05010300812107000009856.